# Adolf III van Berg
Adolf III/V van Berg (voor 1176 - Damietta, 7 augustus 1218) was graaf van Berg sinds 1189 en bekend als kruisvaarder in Egypte.

## Familie
Hij was de oudste zoon van graaf Engelbert I de Monte (of van Berg) en van Margaretha van Gelre. Zelf huwde Adolf met Bertha von Sayn (overleden in 1244). Zij hadden één kind, Irmgard van Berg (overleden in 1249), de erfprinses van het graafschap Berg. Adolf werd graaf van Berg toen zijn vader stierf (1189) tijdens de Derde Kruistocht.

## Graaf van Berg
In de strijd tussen de Welfen en Ghibellijnen wisselde Adolf tijdig van kamp, zodat hij zijn troon in Berg veilig stelde. Zijn grootste steun ging naar de energieke Rooms-Duitse keizer Frederik II, een Ghibellijn. Als dank mocht zijn jongere broer Engelbert prins-aartsbisschop van Keulen worden.

## Kruistochten
- Adolf nam deel aan de Eerste Albigenzische Kruistocht met vernietiging van enkele Albigenzerburchten rond het jaar 1212.

- Hij vertrok in Vlaardingen per boot op de Vijfde Kruistocht in 1218. Zijn broer Engelbert combineerde het bestuur van zijn prinsbisdom met dat van het graafschap Berg. Tijdens een tussenstop in Lissabon vocht Adolf mee om op verzoek van de patriarch van Lissabon de Burcht van Lissabon te veroveren op de Moren. Niet alle kruisvaarders deden dit; de anderen voeren reeds verder richting Heilig Land. Adolf overleed later bij de belegering van de Egyptische stad Damietta, waarschijnlijk[3] in datzelfde jaar 1218.

## Erfopvolging
Vooreerst volgde zijn broer Engelbert II hem op als graaf van Berg. De erfprinses Irmgard zou via haar man Hendrik IV van Limburg de Limburgse dynastie in het graafschap Berg instellen, na de moord op Engelbert II.